# Parc des expositions de Caen
Le parc des expositions de Caen est un parc des expositions situé à Caen.

## Situation
Le parc des expositions a été construit dans la Prairie, à proximité des quartiers de Venoix et de Saint-Ouen.
Il se situe à côté du Zénith de Caen et proche de la ligne de Mantes-la-Jolie à Cherbourg. Il a une superficie de 32 hectares.

## Historique
Des foires se tiennent à Caen depuis le moyen-âge. Au début du XVIIe siècle, des pavillons sont construits dans un pré, appelé Champ-de-la-Cercle. L'ensemble est constitué loges permanentes et éphémères disposées selon un quadrillage régulier. L'ensemble, devenu insalubre, est détruit au milieu du XIXe siècle. Seul le Pavillon des sociétés savantes est conservé. La foire est transférée sur le Grand Cours (actuel cours Kœnig), mais il n'existe plus de bâtiments permanents.
Dans les années 1930, de nouveaux bâtiments sont construits sur la places d'Armes pour accueillir la foire. Ils sont détruits lors de la bataille de Caen.
Une nouvelle halle est construite après guerre sur le site de l'actuel stade nautique et du centre de congrès de Caen
L'actuel parc des expositions a été construit dans le lieu-dit des Balladas de 1963 à 1965. Il jouxte le palais des sports de Caen inauguré en 1968.
Le 11 mars 2013, le toit du hall 2 (hall principal) s'effondre sous le poids de chutes de neige abondantes sans précédent. Le parc des expositions est fermé pendant 15 mois (de mars 2013 à fin juin 2014), le temps de reconstruire le toit. La façade principale fait alors l'objet d'une modernisation.

## Principaux salons et événements
- Foire internationale de Caen
- Salon de l'habitat
- Caen BMX Indoor
- Jeux équestres mondiaux de 2014
- Nördik Impakt
- Soirées de clôture du carnaval étudiant de Caen